# Anne Niepold
Anne Niepold (* 12. Januar 1982) ist eine belgische Akkordeonistin, Arrangeurin und Komponistin.

## Leben und Wirken
Niepold entdeckte das Akkordeon im Alter von 13 Jahren. Sie absolvierte Kurse, unter anderem bei Bruno le Tron, Didier Laloy, Norbert Pignol, Stéphane Milleret und Philippe Thuriot. Bereits im Alter von 17 Jahren spielte sie mit ihrem Akkordeon-Duo Deux Accords diront ein erstes Album Noctambules ein, dem drei weitere Alben bis 2010 in dieser Formation folgten. In dieser Zeit studierte sie Komposition und Jazz-Arrangement bei Kris Defoort am Koninklijk Conservatorium Brussel, wo sie 2008 ihr Masterstudium abschloss und den Toots Thielemans Jazz Award erhielt.
Mit Jonathan Deneck, Sophie Cavez und Vincent Ansaldi bildete Niepold das Knopf Quartet (gleichnamiges Album 2011). Alben unter eigenem Namen entstanden zunächst 2012 mit Terrain vague und 2014 mit dem Titel Musette Is not Dead. Mit ihrem Programm „Musette Is not Dead“ schuf sie eine neue Synthese aus Musette und Swing. Mit Gwen Cresens entstand das Album Monochromatic (2016). Ihr Album Vita Brevis (2019) stellte sie mit ihrem Trio beim Global Music Festical: Akkordeon akut 2019 vor. Aktuell arbeitet sie im Duo mit dem britischen Akkordeonisten Andy Cutting.
Als Interpretin und Arrangeurin arbeitet Niepold auch mit anderen Künstlern zusammen. So arbeitete sie mit dem Alfama Quartett für das Projekt Lalala (2017) oder mit der Zonzo Compagnie für das Projekt #HUSH, das sich mit der Welt des Barockmusikers Henry Purcell befasst. Nicole Johänntgen holte sie 2017 für ihr Frauenprojekt zum Jazz Festival Ystad.